# オオサカガーデンシティ

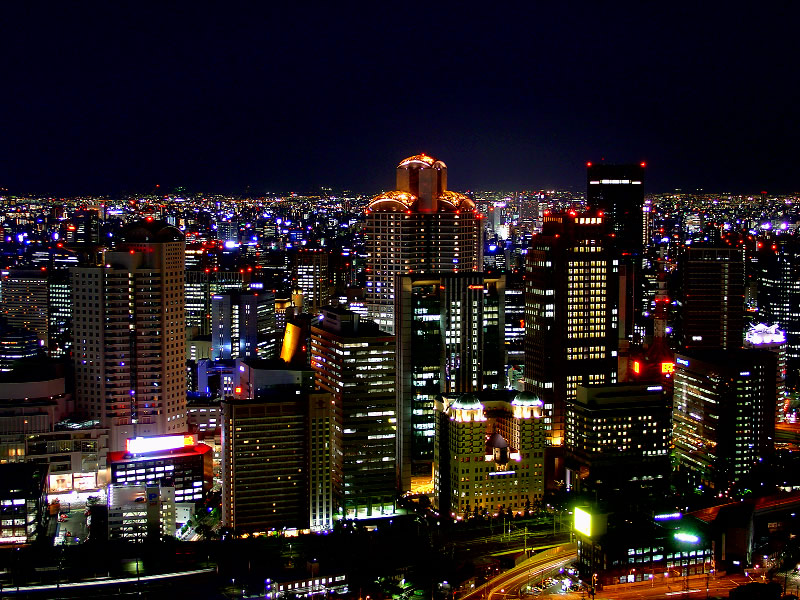
オオサカガーデンシティの夜景

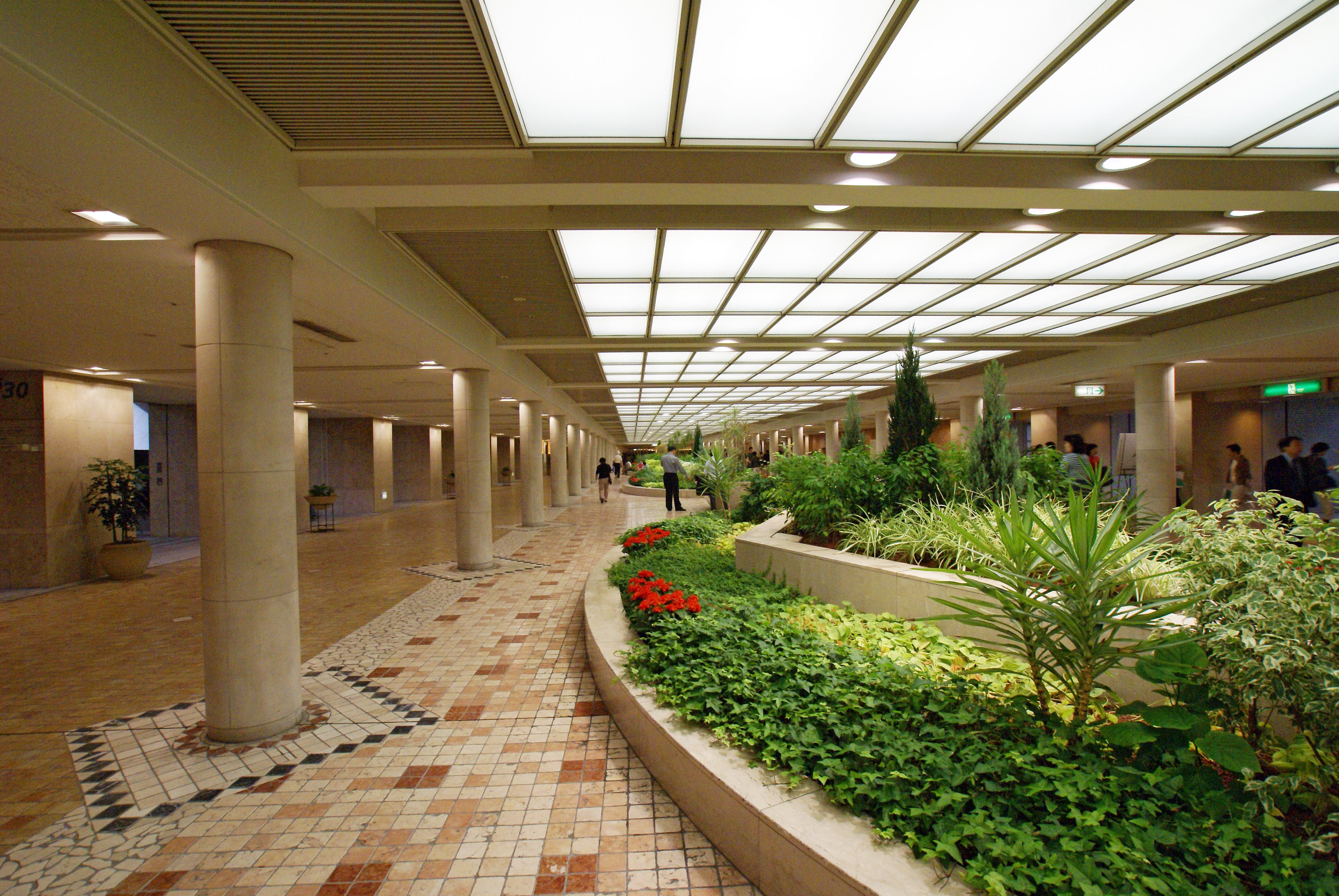
ガーデンアベニュー

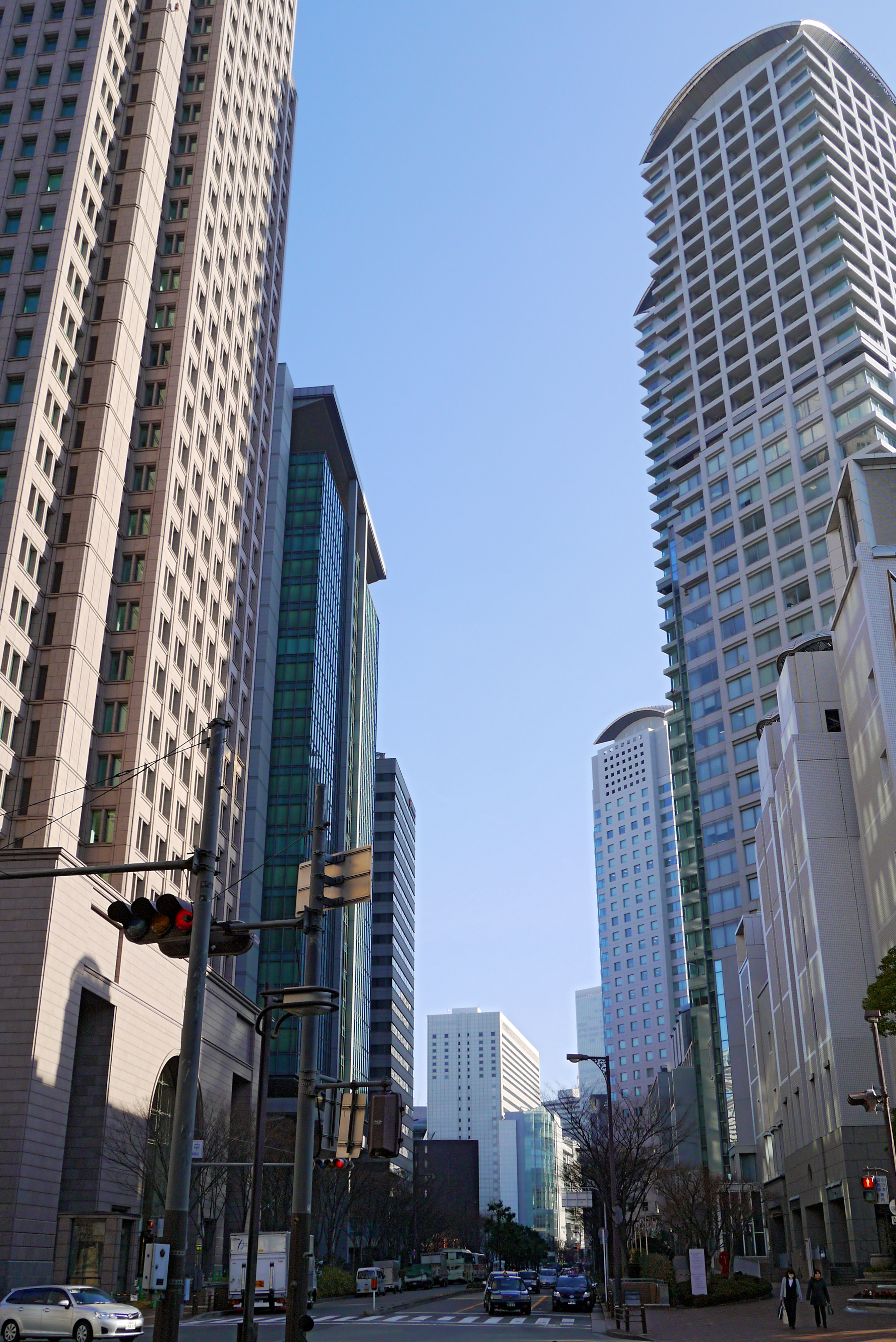
ハービスOSAKAの西より

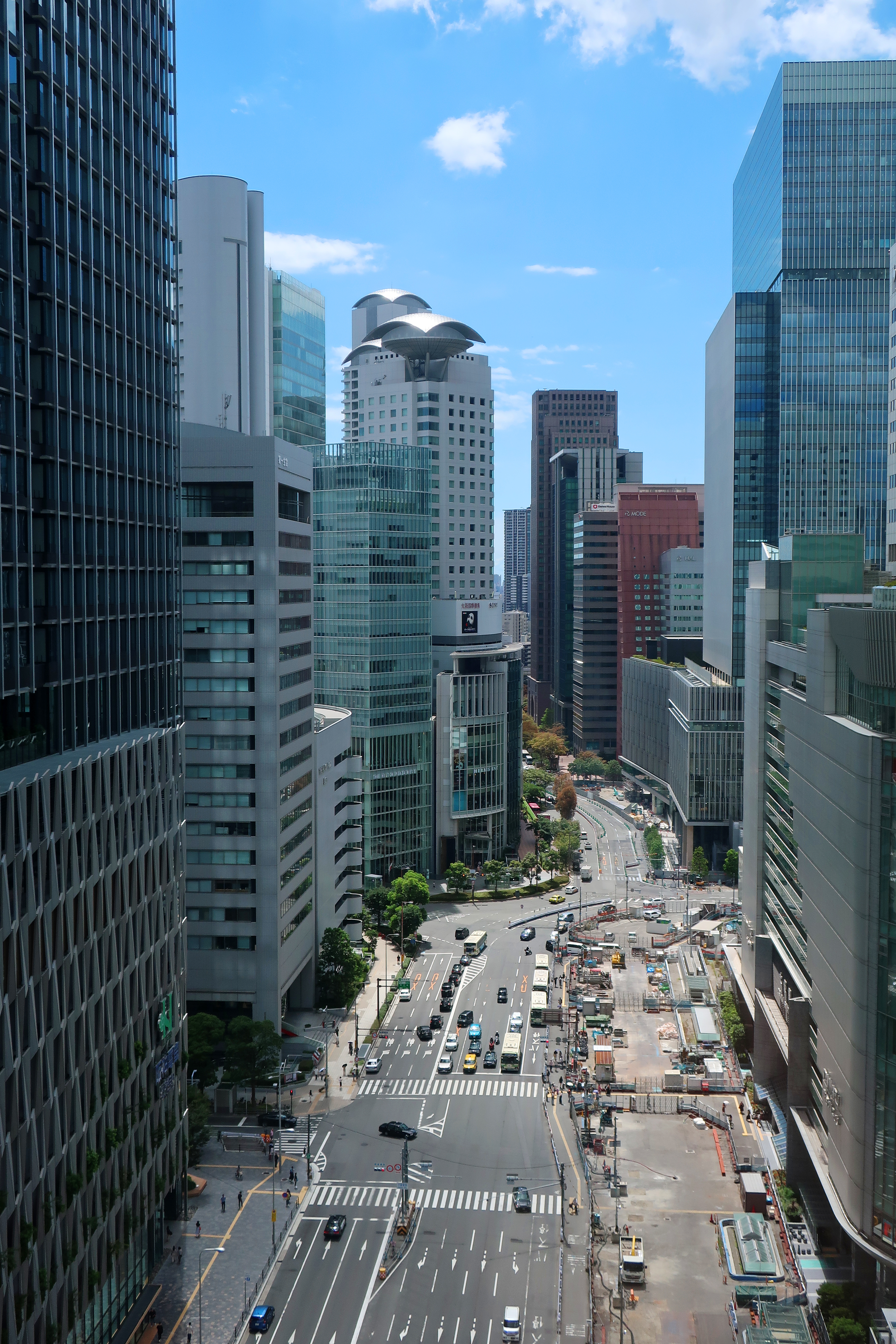
大阪梅田ツインタワーズ・サウスより

オオサカガーデンシティ (Osaka Garden City) は、大阪市北区梅田の梅田貨物駅南ホーム（西梅田貨物駅）跡地周辺の再開発地区である。JR大阪駅南西部に位置している。
国鉄分割民営化に伴い、日本国有鉄道清算事業団・阪神電気鉄道・雪印乳業らによって共同開発された。西梅田地区の大半を占める、オフィスビル・商業施設・ホテル・専門学校などで構成される超高層ビル群である。
地区内の各ビルは、地下歩行者道路『ガーデンアベニュー』によってつながっていて、地下鉄駅直結となっている。

## 主な施設
- ハービスOSAKA（梅田阪神第1ビルディング）
  - ザ・リッツ・カールトン大阪
  - 阪急阪神エクスプレス本社
  - TBSホールディングス関西支社
- ハービスENT（梅田阪神第2ビルディング）
  - 三菱商事関西支社
- ヒルトンプラザ ウエスト（第二吉本ビルディング）
- ブリーゼタワー
  - 日本ハム本社
  - バイエル薬品日本法人本社
  - 全日本空輸（ANA）大阪支店
  - フジテレビ関西支社
  - BREEZÉ BREEZÉ
  - サンケイホールブリーゼ
- パシフィックマークス西梅田（旧スノークリスタルビル）
- 大阪モード学園
- ハートンホテル西梅田
- 大和ハウス大阪ビル
  - 大和ハウス工業本社
- 梅田ダイビル
- ホテルモントレ大阪
- 明治安田生命大阪梅田ビル
  - 椿本興業本社
- 大阪中央病院
- 毎日新聞ビル
  - 毎日新聞大阪本社
  - スポーツニッポン新聞社 大阪本社
  - 毎日文化センター
  - オーバルホール
- 毎日インテシオ（毎日新聞大阪2期ビル）
  - 毎日ビルディング
- 西梅田公園

## 沿革
- 1979年（昭和54年）10月 - 国鉄総裁、西梅田貨物駅跡地の利用計画策定について大阪市長に協力要請
- 1982年（昭和57年）11月 - 梅田貨物駅南コンテナホーム使用停止。
- 1987年（昭和62年）8月 - 西梅田地区開発協議会が発足。
  - 正会員：国鉄清算事業団、阪神電鉄、雪印乳業、大阪市経理局
  - 準会員：大阪市総合計画局、近畿郵政局、大阪ターミナルビル、大弘建物
  - 特別会員：大阪市西梅田土地区画整理組合
- 1990年（平成2年）2月 - 阪神高速梅田ランプ開通。
- 1992年（平成4年）
  - 1月 - 西梅田地区の愛称『Osaka Garden City』を制定。
  - 11月 - 毎日新聞ビル竣工。
- 1994年（平成6年）
  - 9月 - 国鉄清算事業団ブロックの東側（約10,000 m2）について企画案を募集。
  - 大和ハウス工業、大阪モード学園、清榮産業および清水産業による共同購入が決定。
- 1996年（平成8年）
  - 1月 - 国鉄清算事業団ブロックの西側（約15,700 m2）について企画案を募集。
  - マルイト、健康保険組合連合会、ダイビル、安田生命保険および大成建設による共同購入が決定。
- 1997年（平成9年）
  - 3月 - 西梅田地下歩行者道路『ガーデンアベニュー』開通、ハービスOSAKA竣工。
  - 4月 - スノークリスタル竣工。
- 1999年（平成11年）3月 - 大和ハウス大阪ビル、大阪モード学園・コンピュータ総合学園HAL、ハートンホテル西梅田竣工。
- 2000年（平成12年）
  - 3月 - マルイト西梅田ビル、健保連大阪中央病院竣工。
  - 5月 - 梅田ダイビル竣工。
  - 6月 - 安田生命大阪ビル（現：明治安田生命大阪梅田ビル）竣工。
- 2004年（平成16年）
  - 10月 - ヒルトンプラザ ウエスト竣工。
  - 11月 - ハービスENT竣工。
- 2008年（平成20年）7月 - ブリーゼタワー竣工。

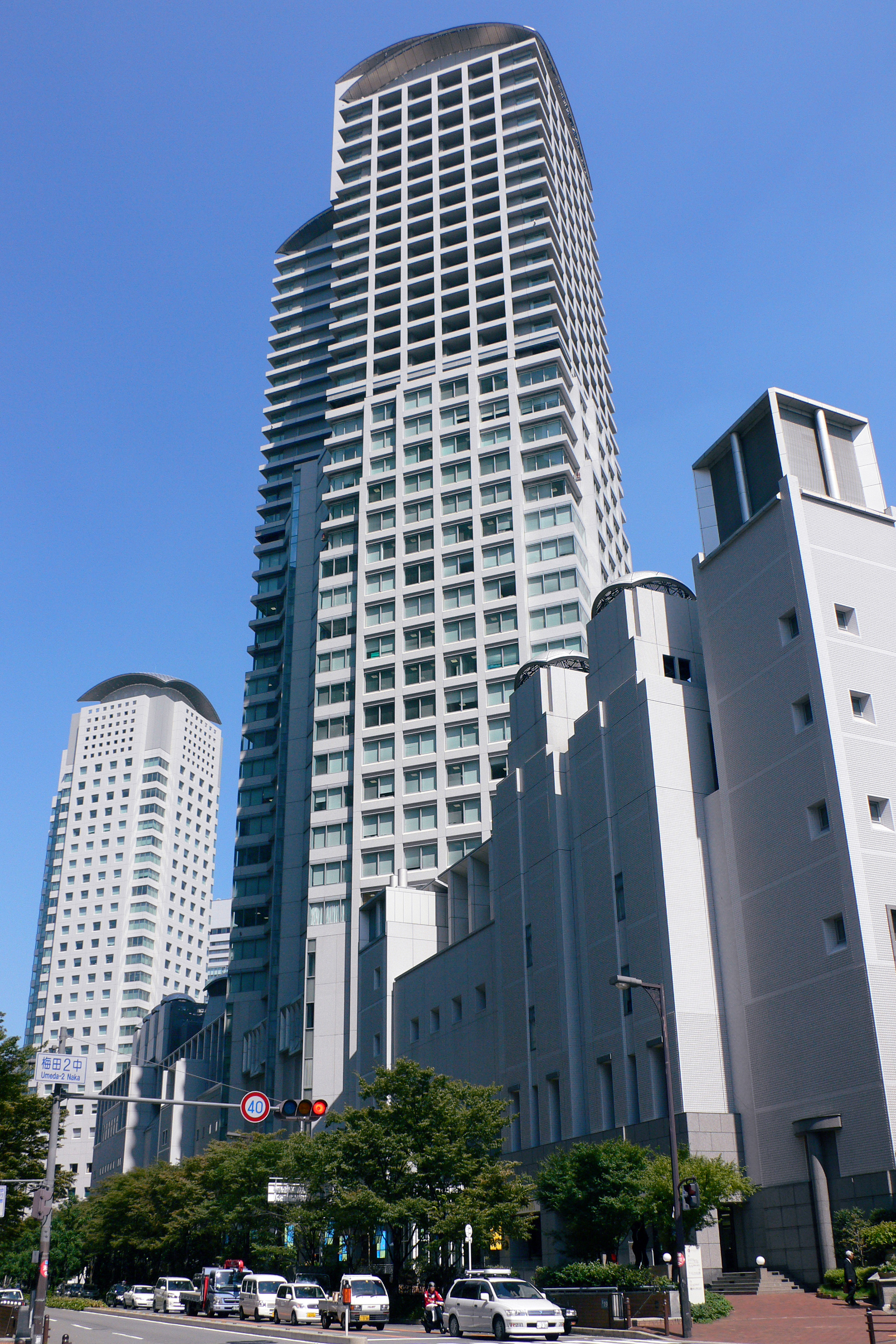
ハービスOSAKA
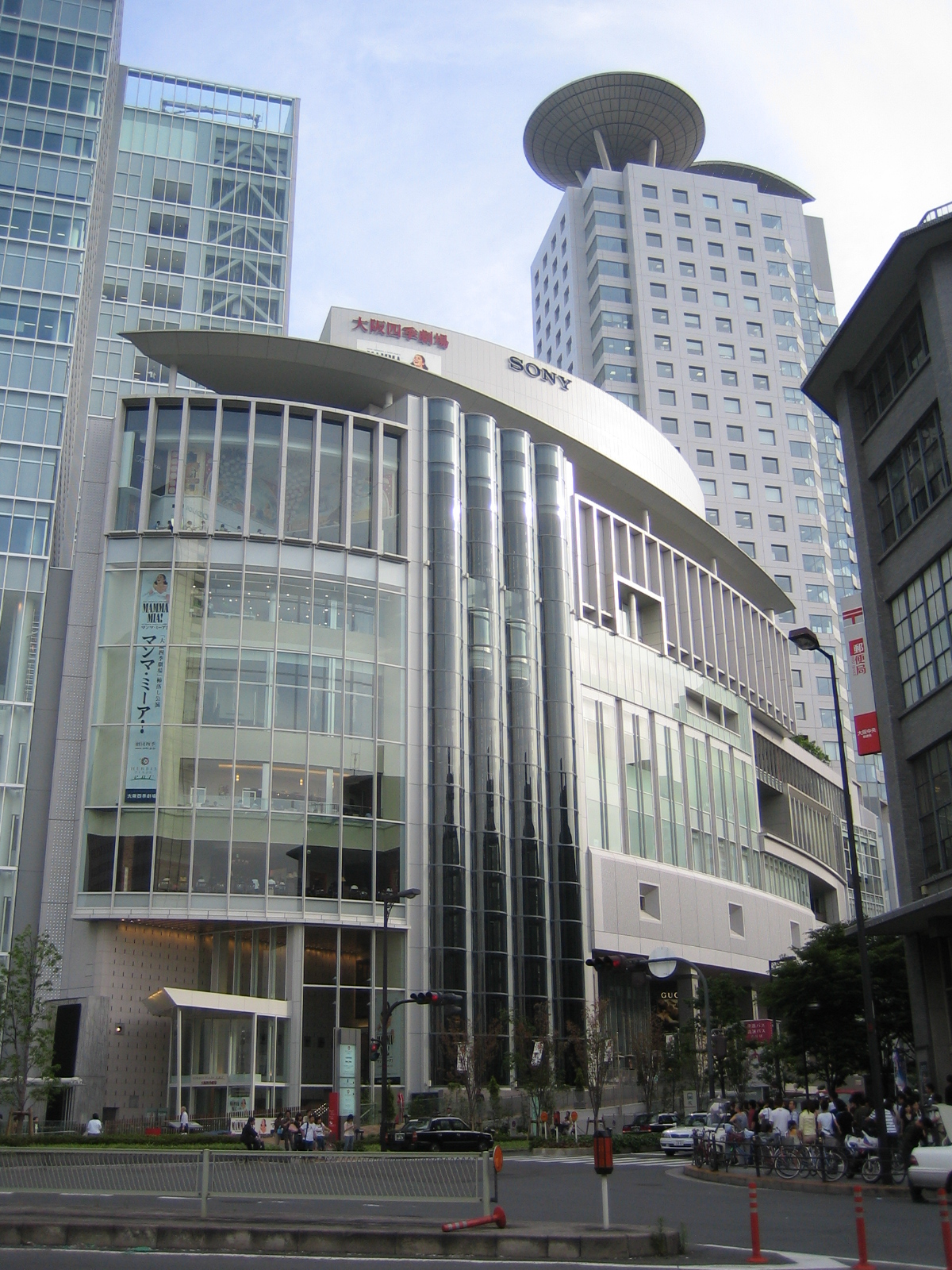
ハービスENT
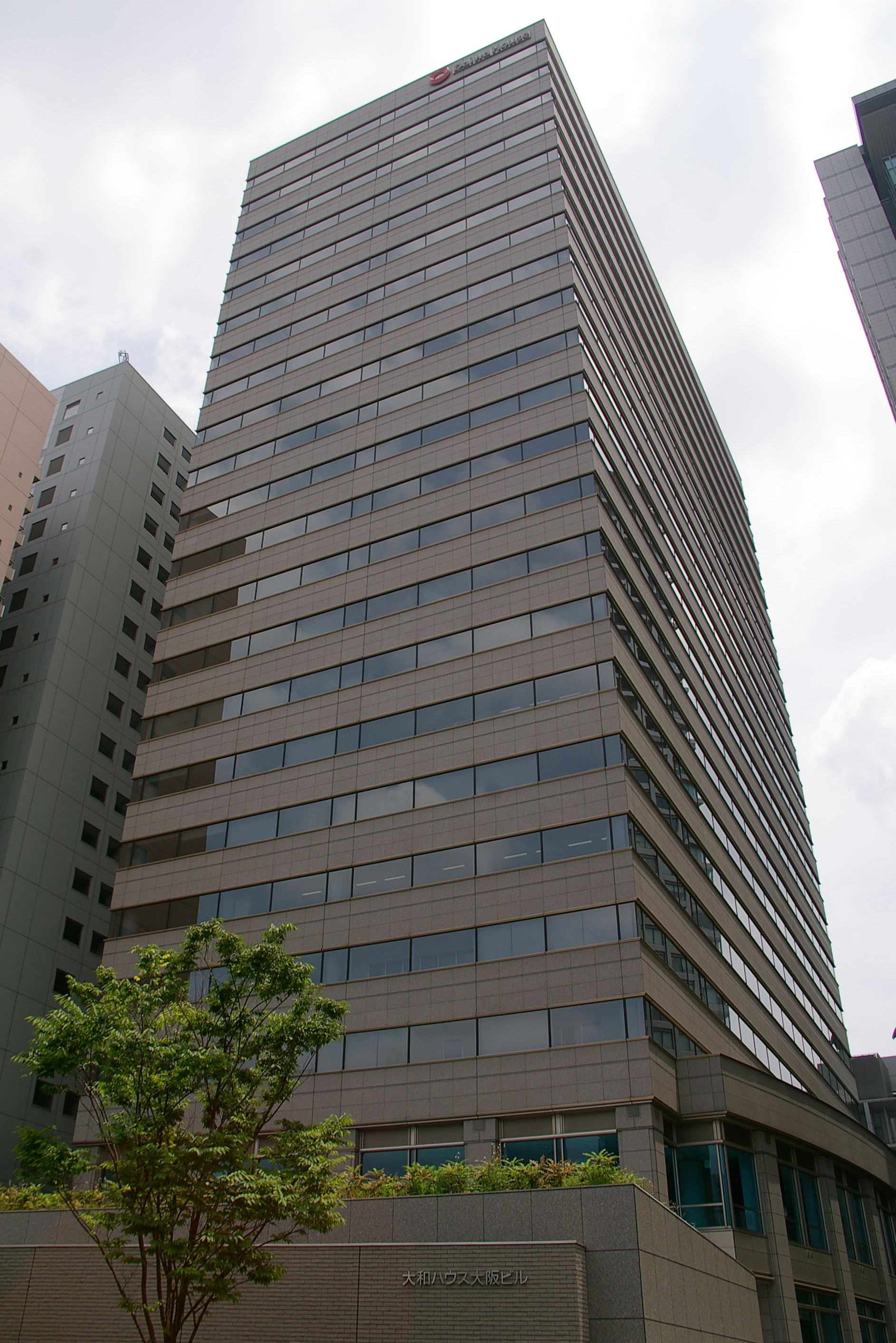
大和ハウス本社ビル
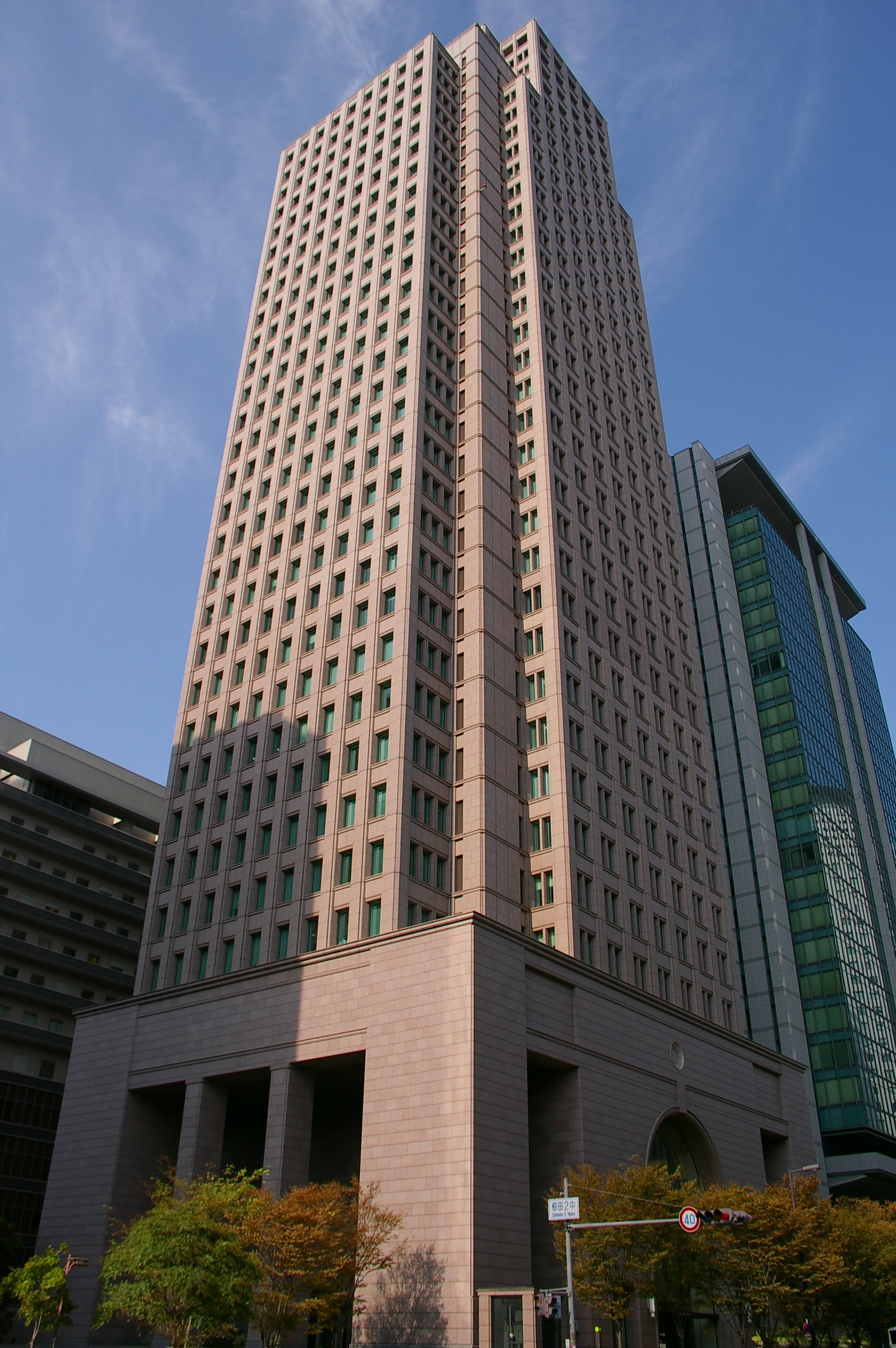
明治安田生命ビル
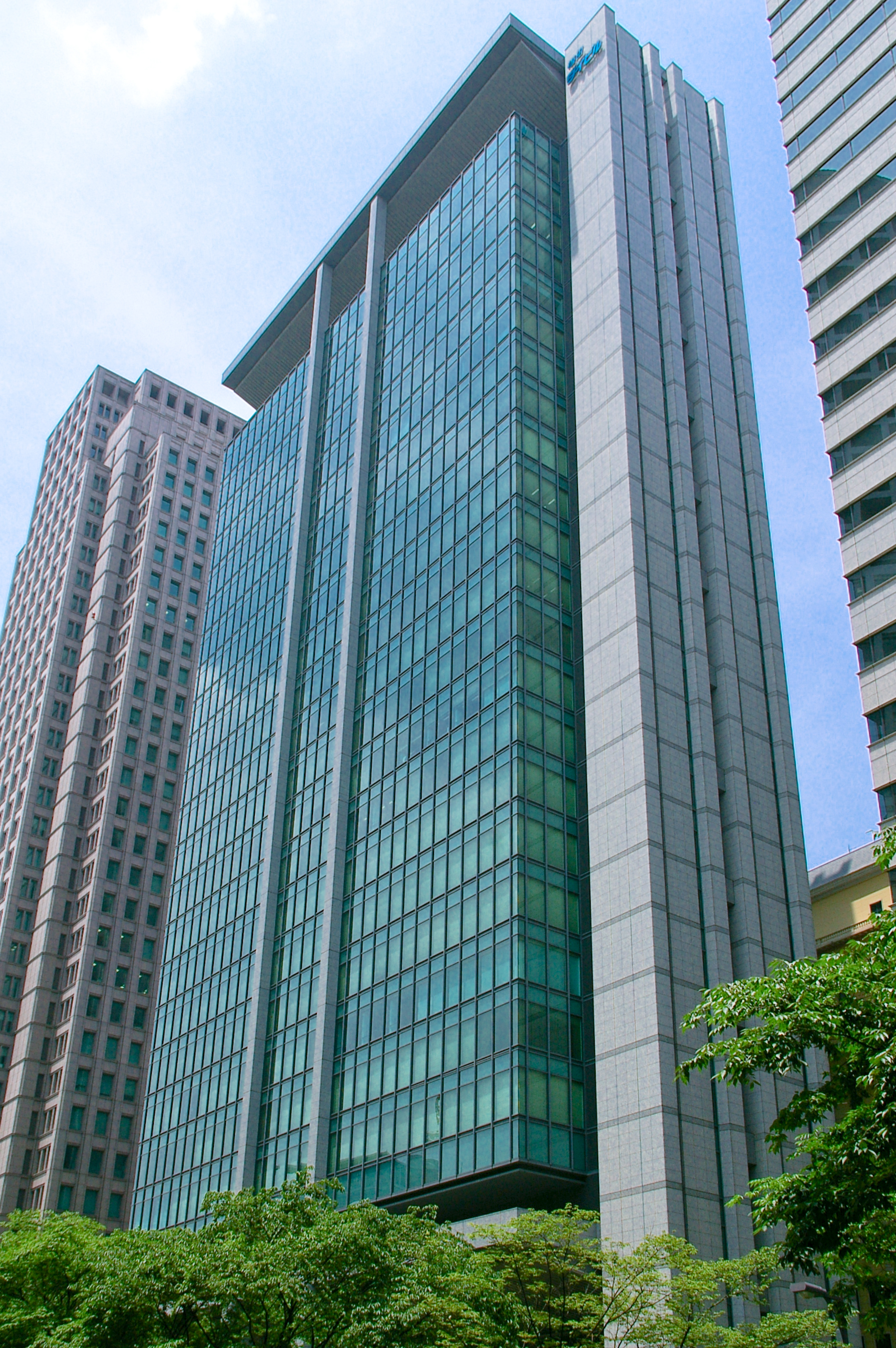
梅田ダイビル
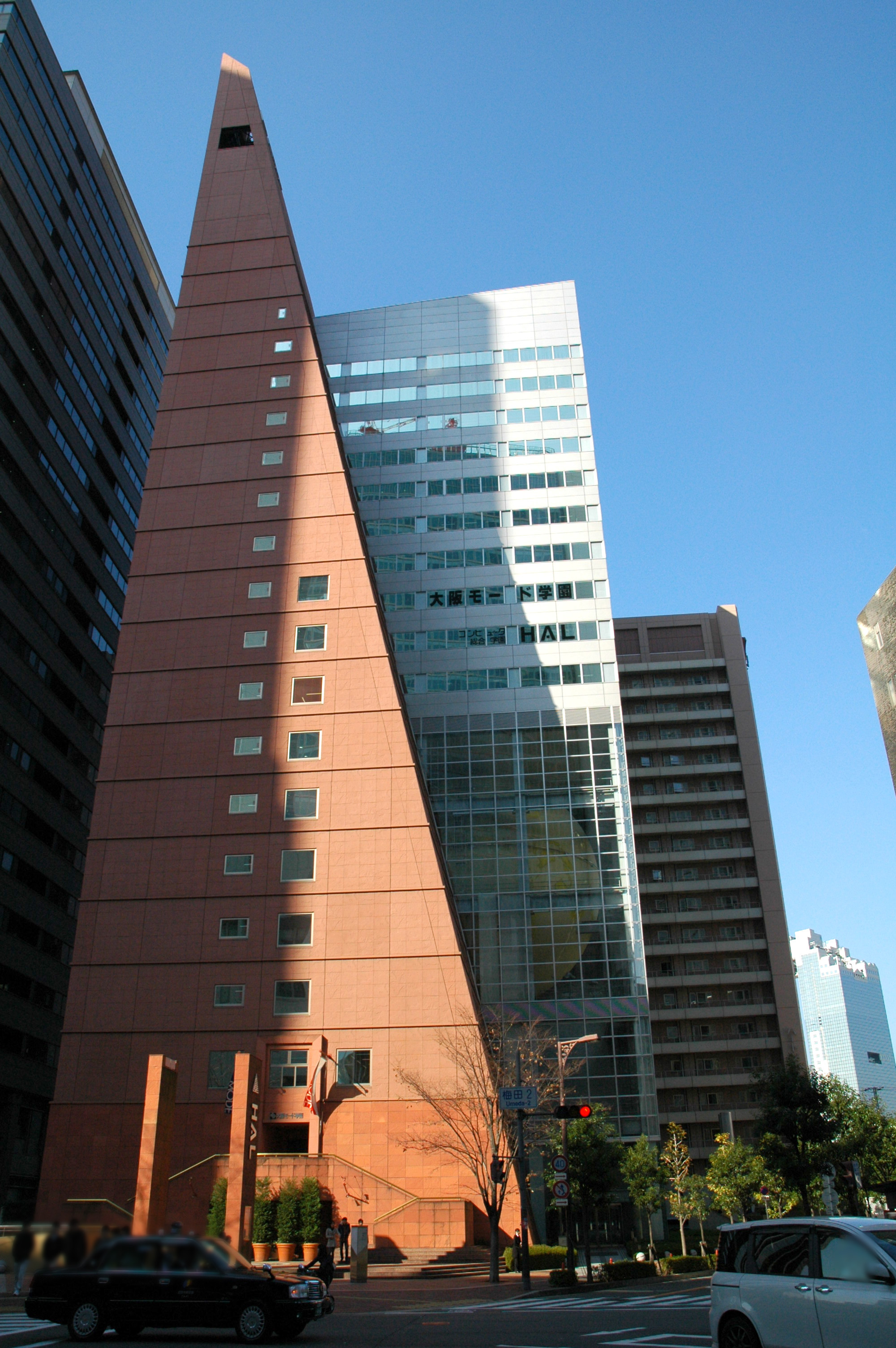
大阪モード学園
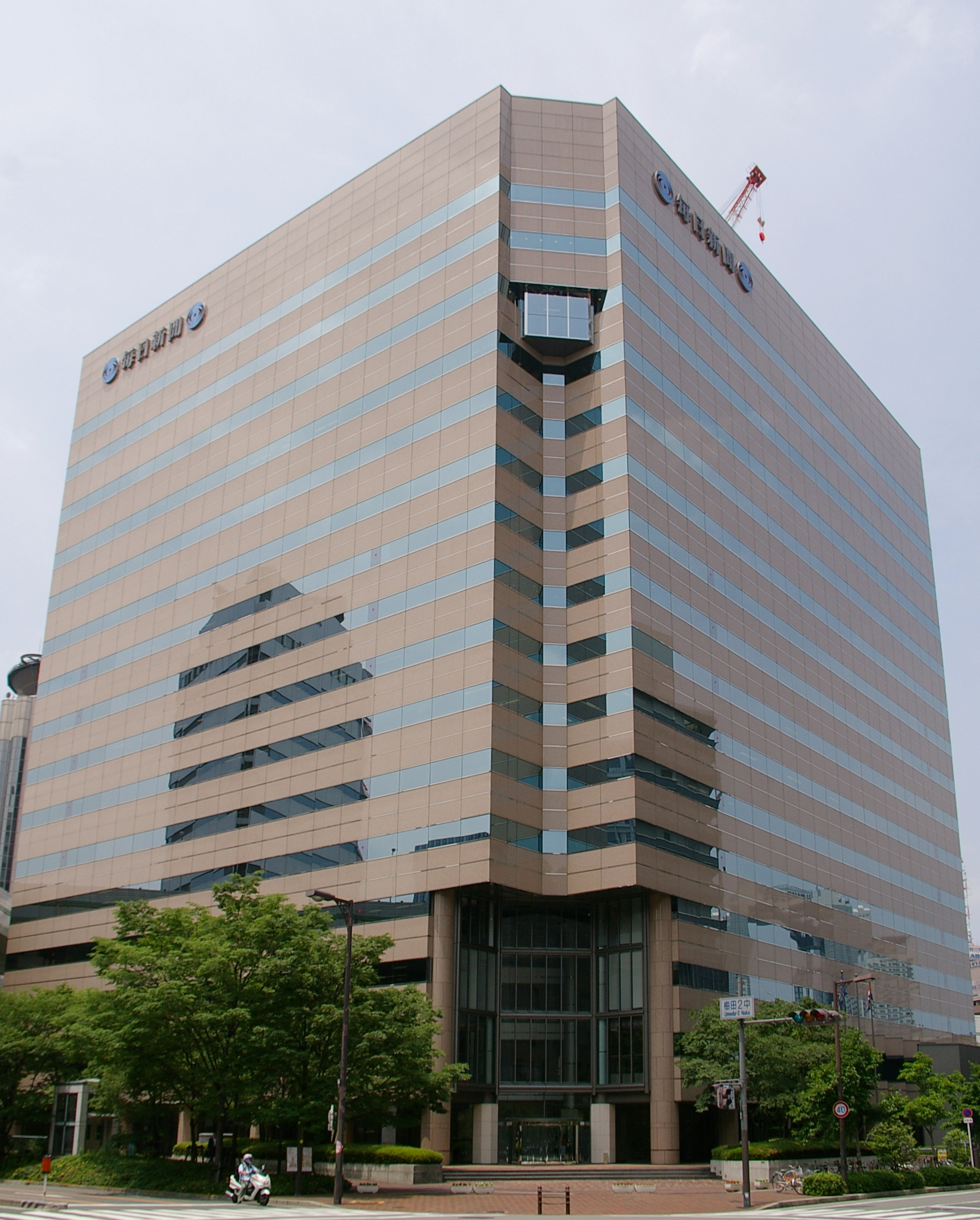
毎日インテシオ
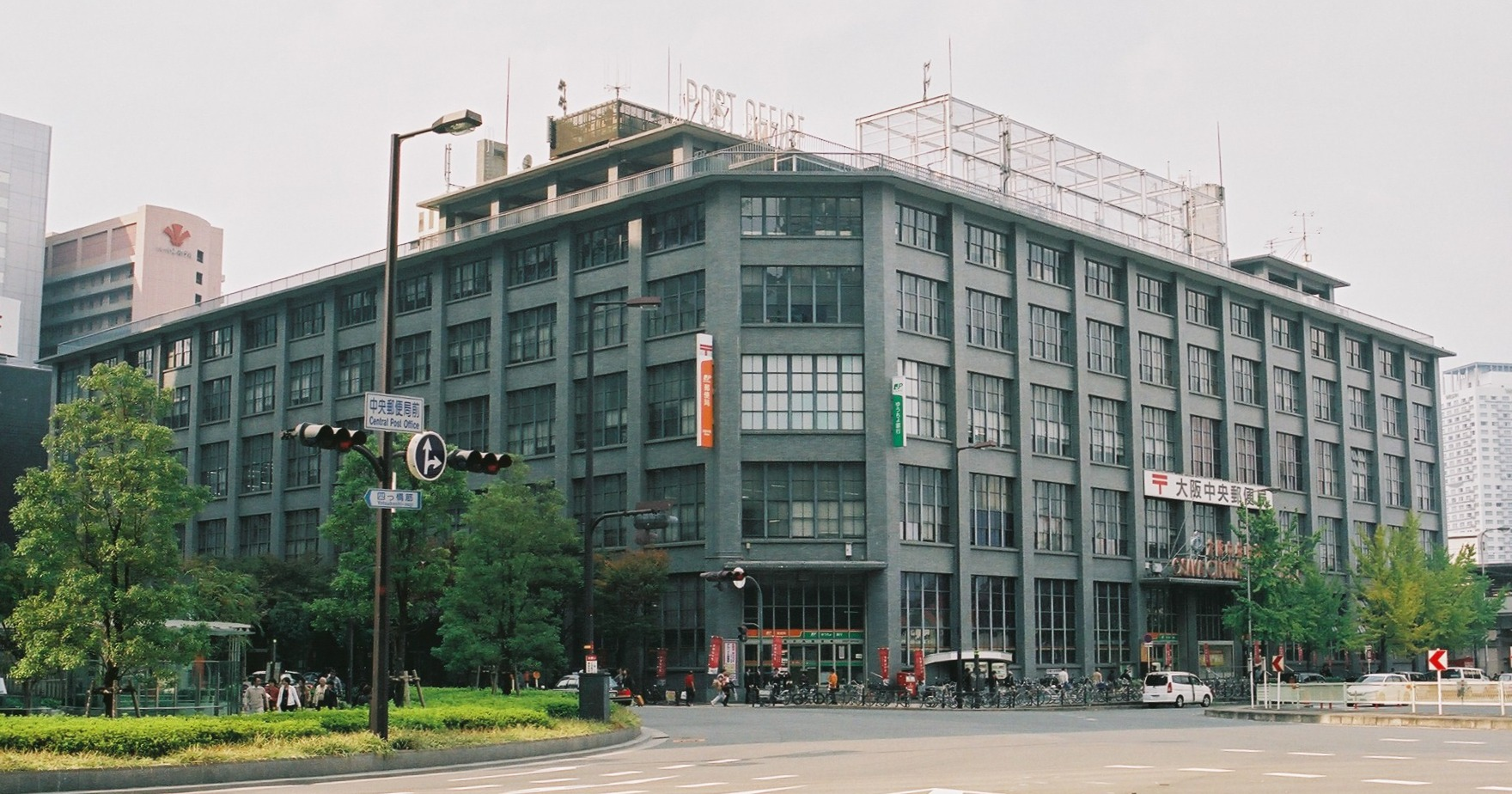
大阪中央郵便局（旧局舎）